# Uraiújfalu
Uraiújfalu é um município da Hungria, situado no condado de Vas. Tem 19,08 km² de área e sua população em 2015 foi estimada em 849 habitantes.